# 横山時重
横山 時重（よこやま ときしげ）は、平安時代後期の横山党の武士。武蔵国の人物。父は横山孝兼。子に横山時広、海老名重経、椚田重兼、和田義盛室、渋谷高重室。
妹は梶原景清に嫁ぎ、梶原景時を生んだ。
満功御前の実父であると歴史学者の菱沼一憲は比定している。
子の時広とともに鎌倉幕府に尽力した。